# William Aitken
William John Aitken, znany również jako George Aitken  (ur. 2 lutego 1894 w Peterhead, zm. 9 sierpnia 1973 w Gateshead) – szkocki piłkarz i trener piłkarski, w latach 1928–1930 szkoleniowiec Juventusu.